# Pařížská univerzita
Pařížská univerzita (Université de Paris) je dnes historický termín, který označuje starobylou univerzitu v Paříži. Byla jednou z nejstarších a nejvýznamnějších evropských univerzit a zastřešovala několik akademických fakult a kolejí, z nichž nejvýznamnější byla teologická kolej Sorbonna. Její název se také stal synonymem pro Pařížskou univerzitu. 
Vznikla asi v polovině 12. století jako společenství při pařížské katedrální škole u Notre Dame, v roce 1200 byla uznána králem Filipem II. a roku 1215 papežem Inocencem III. Byla známá jako centrum scholastiky. Za Velké francouzské revoluce byla roku 1793 zrušena a nahrazena specializovanými vysokými školami. V roce 1896 byla obnovena univerzita nazývaná také nová pařížská univerzita, která po studentských nepokojích v roce 1968 byla na základě nového vysokoškolského zákona od 1. ledna 1971 rozdělena do třinácti samostatných univerzit Paříž I – Paříž XIII, z nichž některé se nacházejí i na území mimo města Paříže.

## Historie

### Středověk
Ve 12. století vznikla Universitas magistrorum et scholarium (Obec učitelů a žáků), což byla původně teologická škola při Notre Dame, které roku 1200 král Filip II. August přiznal právo, aby její členové byli pod jurisdikcí práva církevního a nikoliv civilního. Smyslem tohoto opatření bylo, aby studenti, kteří nebyli někdy vnímáni obyvatelstvem pozitivně, byli ochráněni před jejich bezpečnostním aparátem. Zpočátku spíše stavovská než vědecká instituce byla tedy podřízena pravomoci církve. Univerzitu uznal papež Inocenc III. ve své bule v roce 1215, kterou potvrdil Řehoř IX. v roce 1231. Univerzita byla rozdělena do čtyř fakult – svobodných umění (tzv. artistická fakulta), teologické, právnické a lékařské.
Rektor univerzity byl volen členy fakulty svobodných umění. Předsedal akademickému senátu, který zasedal vždy první sobotu v měsíci. Senát (tribunál) tvořili děkani teologické, právnické a lékařské fakulty a čtyři zástupci čtyř národů, které tvořily fakultu svobodných umění (národ francouzský, normandský, pikardský a anglický, po stoleté válce přeměněný na německý). Senát soudil všechny spory mezi členy univerzity.
Volby rektora a zasedání akademického senátu se konaly v kostele Saint-Julien-le-Pauvre až do jeho vyplenění v roce 1524.

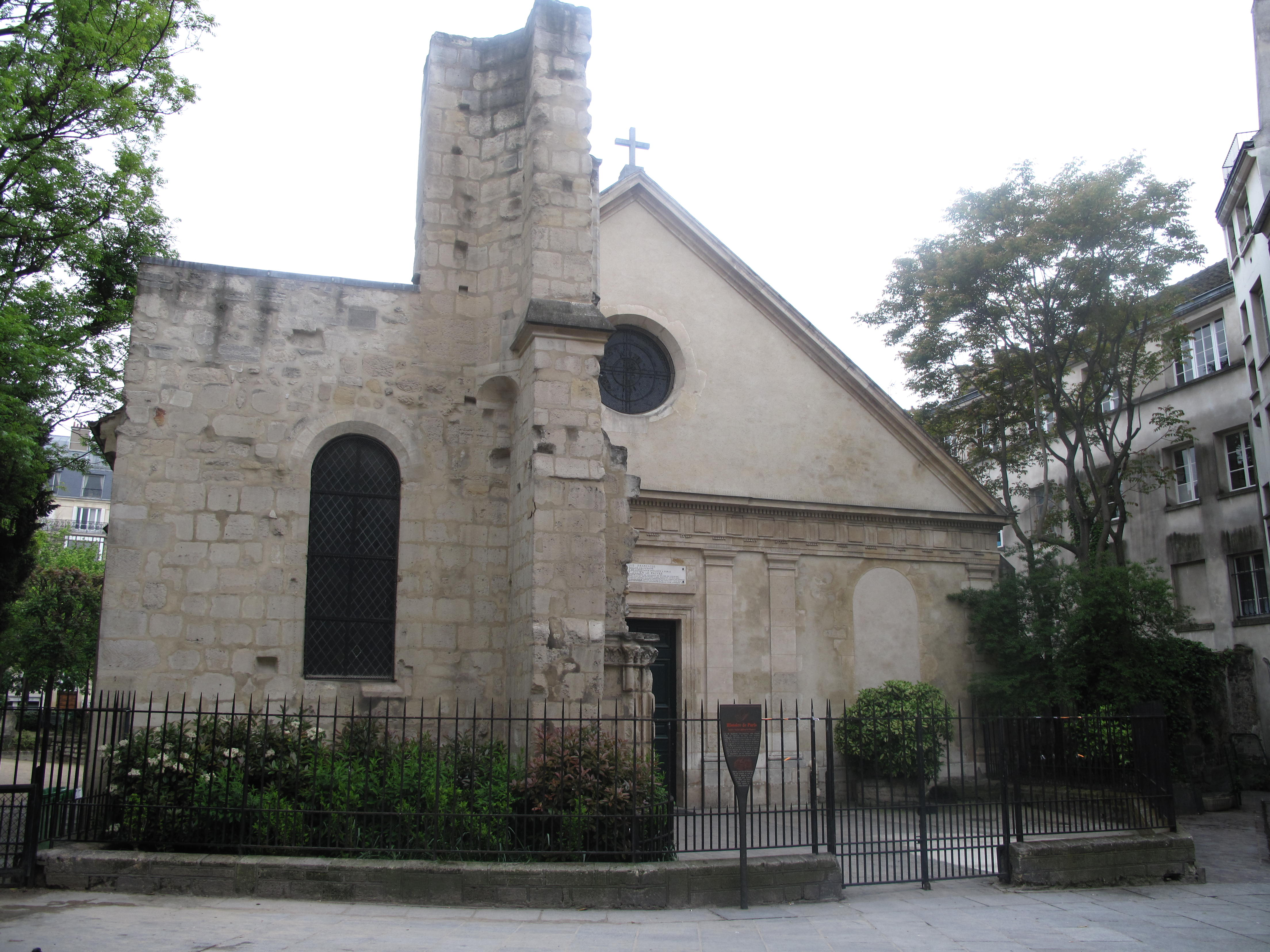
Kostel Saint-Julien-le-Pauvre

Od 13. století se začaly zakládat koleje, které měly umožnit studentům levné bydlení v drahé Paříži. Nejslavnější byla Collège de Sorbonne založená 1253 Robertem de Sorbon pro budoucí teology. Vznikly i koleje podle jednotlivých zemí, ze kterých do Paříže přicházeli studenti, např. Dánská kolej (Collège de Danemark), Skotská (Collège des Écossais), Lombardská (Collège des Lombards), Německá (Collège des Allemands) a mnoho dalších. V těchto kolejích rovněž probíhala výuka. Koleje spravovaly náboženské nadace a řády, po nichž se rovněž některé nazývaly – Premonstrátská kolej (Collège de Prémontré), Augustiniánská (Collège des Augustins), Clunyjská (Collège de Cluny), kolej sv. Barbory (Collège Sainte-Barbe) apod. Samotná univerzita neměla žádnou vlastní budovu.
Všechny koleje vznikaly na levém břehu Seiny, kde se vytvořila univerzitní čtvrť, jejíž jméno bylo odvozeno od faktu, že společným jazykem studentů a profesorů byla latina – Latinská čtvrť.
K nejvýznamnějším učencům, kteří na středověké univerzitě působili, patřili Albert Veliký, sv. Bonaventura, Tomáš Akvinský nebo Boethius z Dácie.
Pařížská univerzita se ve středověku stala významnou autoritou v oblasti církevního práva. Její učenci vyřešili problematiku zdanění beneficií Svatým stolcem a sehráli významnou roli během papežského schizmatu v letech 1378–1417. Univerzitní kancléř Jean de Gerson předsedal v letech 1414–1418 Kostnickému koncilu. Během stoleté války stála univerzita na straně Angličanů a Burgunďanů a v roce 1431 schválila popravu Johanky z Arku.

### 15.–18. století
Od 15. století moc univerzity pozvolna upadala. Karel VII. v roce 1446 zahrnul univerzitu do jurisdikce pařížského parlamentu, což vedlo ke studentským nepokojům, kterých se účastnil i básník François Villon. Univerzita byla proti tzv. boloňskému konkordátu, který v roce 1516 podepsal František I., a který dával králi možnost kontrolovat přístup k velkým beneficiím. Založení Collège de France v roce 1530 a příchod jezuitů do Francie v polovině 16. století přinesly univerzitě konkurenci ve vzdělávání. V roce 1600 Jindřich IV. zrušil privilegia univerzity.

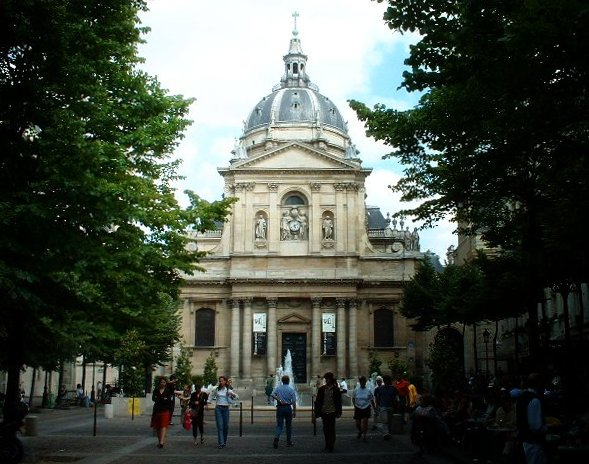
Kaple Sainte-Ursule de la Sorbonne

Po nezávislosti během Frondy se univerzita podřídila Ludvíkovi XIV. Odsoudila Descartesovy myšlenky a později i filozofy osvícenství. Takže zatímco absolutismus a osvícenství byly v jiných zemích impulsem pro zakládání nových univerzit.

### Revoluce a 19. století
Ve Francii vývoj vedl k uzavření univerzity během Francouzské revoluce v roce 1793, neboť bylo deklarováno, že vzdělávací systém je záležitost celého národa a ne několika škol. Již v roce 1791 byl rektor jmenován pařížskou obcí a nikoliv univerzitou, v roce 1792 byl zrušen akademický senát a teologická fakulta a 15. září následujícího roku Národní konvent zrušil všechny koleje a fakulty na celém území Francie. Konvent rozhodl nahradit výuku starých univerzit novou soustavou středních a vysokých škol, kterým předcházely základní školy.
Napoleon Bonaparte v roce 1806 vytvořil Francouzskou univerzitu (Université de France), což byla instituce, která měla stát v čele celého francouzského vzdělávacího systému. Nejvyšší řád škol dle dekretu z roku 1808 tvořily fakulty bývalé Pařížské univerzity. Univerzita měla filozofická fakultu, fakultu věd a katolickou teologickou fakultu, které sídlily na Sorbonně a dále lékařskou a právnickou fakultu. Univerzita existovala i po pádu Napoleona, ale její význam a jméno jako připomínka císařského období byly upozaděny.
Během Třetí republiky na konci 19. století byly strženy staré barokní budovy Sorbonny a nahrazeny novými, neoklasicistními, které jsou využívány dodnes. Z původních staveb zůstala především kaple sv. Uršuly s hrobem kardinála Richelieu.

### Nová pařížská univerzita
Součástí Napoleonovy reformy vzdělávání roku 1808 bylo rozdělení Francie na vzdělávací obvody zvané akademie. V roce 1885 byl upraven status akademie, zákon ze dne 28. dubna 1893 každé akademii udělil právní subjektivitu a označení „univerzita“ a 10. července 1896 byla obnovena Pařížská univerzita. Tvořily ji fakulta věd, filozofická fakulta, právnická fakulta, lékařská fakulta, evangelická teologická fakulta (založena v roce 1877, transformována jako svobodná fakulta v roce 1905) a Vysoká škola farmacie. Byla slavnostně otevřena 19. listopadu 1896 prezidentem Félixem Faurem.
V prvním desetiletí 20. století vzniklo mnoho nových univerzitních institucí jako Geografický ústav nebo Ústav umění a archeologie. V roce 1914 měla univerzita 17 308 studentů, v roce 1956 jich bylo již 64 151. V 60. letech fakulta věd opustila Sorbonnu a přestěhovala se do nového Kampusu Jussieu.

## Rozdělení po roce 1968
Po studentských nepokojích v roce 1968 byl přijat nový vysokoškolský zákon Edgara Faurea, který reformoval francouzské vysoké školství. V návaznosti na to bylo v roce 1970 rozhodnuto o osudu Pařížské univerzity. Od 1. ledna 1971 byla původní univerzita zrušena a rozdělena do 13 samostatných univerzit. Sedm z nich stále sídlí v Latinské čtvrti. Zbývající v jiných částech města, některé dokonce za jeho hranicemi. Jednotlivé univerzity nesou jednotný název „Univerzita Paříž“ doplněný římskou číslovkou a dalším upřesňujícím názvem.